# Florent de Berlaymont
Florent Théodore Marie Laurent de Berlaymont (Luik, 10 augustus 1755 - Namen, 17 januari 1825) was een Zuid-Nederlands edelman, generaal onder het empire en Eerste Kamerlid na 1815.

## Levensloop
Florent de Berlaymont was een zoon van generaal Théodore de Berlaymont, burggraaf de Heyde en heer van Bormenville, en van gravin Olympe d'Oultremont de Warfusée.
In 1782 trouwde hij met Louise de Berlo-Suys (1758-1834). Ze kregen zeven kinderen.
Onder het Franse keizerrijk was hij kolonel, vervolgens generaal en bevelhebber van de Nationale Wacht in het departement van de Ourthe.
In 1816 verkreeg Florent erkenning van erfelijke adel met de titel graaf, overdraagbaar op al zijn afstammelingen. Tevens werd hij benoemd in de Ridderschap van de provincie Namen. Hij werd door Willem I benoemd tot lid van de Eerste Kamer der Staten-Generaal.
Het zesde van de zeven kinderen van Florent de Berlaymont, was Jules de Berlaymont (1791-1855), kolonel onder het Franse keizerrijk en in het Nederlandse leger en kamerheer van koning Willem I der Nederlanden. Hij werd, nogal uitzonderlijk, in 1816 samen met zijn vader in de erfelijke adel erkend en in de ridderschap opgenomen. Hij had kinderen en kleinkinderen, maar de familie is rond 1946 uitgedoofd.